# 探偵 神宮寺三郎シリーズ
探偵 神宮寺三郎シリーズ （たんてい・じんぐうじ さぶろうシリーズ）は、データイーストおよびワークジャムより制作されているゲームソフト、及びそのシリーズ作品。ジャンルはアドベンチャーゲーム（発売元はこの2社を含めた他に数社あり。詳しくは別項参照）。
シリーズは1987年にデータイーストからファミリーコンピュータ ディスクシステム用ソフトとして発売された、第1作『探偵 神宮寺三郎 新宿中央公園殺人事件』から始まった。休眠期間を挟みつつも継続的にシリーズ作品が制作され、2017年に30周年を迎えた。キャラクター原案担当の寺田克也は1998年のインタビューで第1作目の頃から「当時キャラクターがこれだけ立ったアドベンチャーゲームは存在しなかったので、いわゆる名探偵の小説シリーズみたいなカタチで続くような気はしていた」と語っている。シリーズ販売累計本数は222万本に及ぶ（2007年5月時点）。

## シリーズ変遷
以下、制作された家庭用テレビゲーム機と重ねて記述する。

### ファミコン時代
ファミコン初期に発売されたアドベンチャーゲームの中でも、本作は第1作目から独特のハードボイルドな作風を表現しており、グラフィックやサウンドを含め同ジャンルのゲームとは一線を画していた。また、異なる視点で物語が進行する「ザッピングシステム」の採用（第4作『時の過ぎゆくままに…』）や、特定のコマンドを実行するたびに時間が経過し、定められた期日までに事件を解決できないとゲームオーバーとなる「時間」の概念（第1作『新宿中央公園殺人事件』）など、当時としては先進的なゲームシステムも取り入れていた。
第4作『時の過ぎゆくままに…』を最後に本シリーズは暫くリリースを休む事になる。

### 1990年代
1996年に6年ぶりに第5作『未完のルポ』で復活。ゲーム機のメディアがCD-ROMへと移行するのに伴い、グラフィック・サウンドの向上やムービー・キャラクターボイスの挿入などの演出面が強化された。以降、数年間隔で『夢の終わりに』『灯火が消えぬ間に』『アーリーコレクション』が制作された。
1998年6月16日、都内でデータイーストが『神宮寺三郎』シリーズの誕生10周年記念キャンペーンの閉会と、新作ゲームとなる『探偵神宮寺三郎7』、『慟哭2』の制作発表会をかねたイベントを開催した。同社のゲーム音楽バンド、ゲーマデリックも登場。中心的出し物は、ゲーム内で神宮寺三郎が使う車のミニクーパーが当たる抽選会となり、イベントには多くの記者やファンが参加しており、大いに盛り上がった。
また、第5作『未完のルポ』からショートシナリオ作品「謎の事件簿」、第6作『夢の終わりに』からキャラクターファイルや作品概要が閲覧できる「PASS WORD」が登場し、以降のシリーズでも採用されている。特に「謎の事件簿」は、独立したシリーズとして後述のワークジャムから携帯電話アプリゲームが制作された。

### 2000年代
第7作『灯火が消えぬ間に』が発売された翌年の2000年、神宮寺シリーズを制作していたデータイーストが事実上倒産。同社の他のゲームシリーズと共にその歴史にピリオドを打つかと思われたが、ワークジャムが2002年に本作の権利を取得。以降の本シリーズはPlayStation 2で2作品制作され、2004年からは携帯電話用アプリゲーム作品が配信されている。
コンシューマー作品としては、第9作『KIND OF BLUE』（PlayStation 2）以降は据え置きハードから離れ、第10作『白い影の少女』（ゲームボーイアドバンス）以降の作品は全て携帯ゲーム機からのリリースとなっている。また、2007年にニンテンドーDSでリリースされた第11作『いにしえの記憶』より発売業をアークシステムワークスに委託、ニンテンドーDS作品3作とPlayStation Portable作品1作の計4作をリリースした。

### 2010年代
2010年、第15作『赤い蝶』をニンテンドーDSでリリース。2011年にワークジャムがソーシャル事業部門を売却したため、携帯アプリシリーズが配信終了となったが、2012年6月28日にシリーズ25周年記念タイトルとして第16作『復讐の輪舞』をニンテンドー3DSにてリリースした。その後、ワークジャムは解散し、版権はエクスプライズが一時的に所持した。
2017年2月6日、アークシステムワークスは、エクスプライズが所持していた本シリーズを含むワークジャムのタイトルの事業権利を2016年12月20日に譲受したこと、シリーズ30周年記念作品『GHOST OF THE DUSK』の発売、スマートフォンでの過去作品のリメイクを発表した。
2018年7月26日、神宮寺三郎新章と銘打って『ダイダロス：ジ・アウェイクニング・オブ・ゴールデンジャズ』の発売が決定したことを発表した。PS4、Nintendo Switch(12月13日)に加え、PC（Steam）でも販売（2019年7月5日）。
2019年7月18日、「探偵 神宮寺三郎 New Order」（iOS / Android）発表。価格はタイトルごとの買い切り型で960円（税込）。第一弾は「疑惑のエース」で7月31日に配信を開始（4章構成、1章無料）した。

## キャラクター
年齢は第9作『KIND OF BLUE』時のもの。また内容はも参考に記載。
神宮寺 三郎（じんぐうじ さぶろう）（32歳）
神宮寺探偵事務所所長。2月6日生まれ。血液型はAB。身長179cm、体重70kg。
好きなタバコはマルボロ、好きな酒はカミュ、好きなコーヒーはカプチーノ、愛車は緑のミニクーパー。
国際企業神宮寺コンツェルンの総帥である神宮寺晴彦の三男として生まれながら、跡を継ぐことを嫌い、大学卒業後に単身渡米しニューヨークで探偵の助手として、そのノウハウを学ぶ。
現在は御苑洋子とともに、新宿歌舞伎町で探偵事務所を開いている。
祖父の神宮寺京介は大正時代に活躍した、日本初の職業探偵だった。
かなりのヘビースモーカーで、マルボロを吸いながら考えをまとめるのが基本スタイル。
そのため全ての作品に「タバコを吸う」コマンドがあるのもシリーズの特徴だが、分煙化が進んだ近年では、作中においても吸えるシーンが減る傾向にある。
不器用で口数も少なめにして強面であり、初対面の者はとっつき難さを感じるが、徐々にその人間性に魅かれていく。
家族とは疎遠だが、企業を継いだ兄弟と電話で話す場面があり、仲は悪くない様子が見られる。
ボクシングの経験があり、作中でも格闘シーンが度々用意されている。そのためか体が異常にタフで、本編やセルフパロディ「謎の事件簿」では、タフさを茶化されることもある。
寺田克也は「顔が描きにくい」「つかみどころがない」「顔は難しい」とコメントしている。
御苑 洋子（みその ようこ）（26歳）
神宮寺探偵事務所ただ一人の助手。8月1日生まれ。血液型はA。身長167cm、体重不明
好きな紅茶はフォートナム&メイソンのもの、好きな酒はシャンディ・ガフ、好きな化粧品ブランドはイプサ。
大学在学中にアメリカに留学。神宮寺とは20歳の大学時代にニューヨークで起こった事件で知り合った。
英語、フランス語、スペイン語、ドイツ語、中国語など数ヶ国語をマスターしている才媛であり、優れた事務能力や洞察力、直感力を持って神宮寺をサポートする。
作品毎に容姿が異なるが、その性格や人物像から設定年齢よりも上に見られやすい。
作中ではミステリアスな美人と評されることが多いが、神宮寺に負けず劣らずの頑固者と噂する者がいたり、第4作『時の過ぎ行くままに…』では一度激怒すると大の男も震え上がらせるなど、意外な側面も見せる。更に第7作『灯火が消えぬ間に』ではヤクザからも度胸と勘のよさを褒められている。
第7作『灯火が消えぬ間に』・第8作『Innocent Black』で、神宮寺の力になりたいあまり危険な任務・行動をしてしまい命の危機に晒されてしまう。
第8作『Innocent Black』のラストで事務所を解雇され、第9作『KIND OF BLUE』の事件が解決した後で再び助手となる。
全シリーズに登場していながら各作品で顔や髪型が大きく異なっている。携帯ゲーム機や携帯アプリに移行しイラスト担当者が変わってからも、容姿は一定しない。
パロディである「謎の事件簿」では頭にアンテナを立てた暴走ロボとして事件をかき回す。暴力的な性格も付け足され、推理を失敗すると神宮寺を投げ飛ばす。
寺田克也は「可もなく不可もなく、とりたてて好みじゃない女性。それだけに描くのがやっかい。」「もうひとつ感情を隠しているし。」とコメントしている。
熊野 参造（くまの さんぞう）（56歳）
新宿淀橋署警部で30年間捜査畑一筋のベテラン。11月25日生まれ。血液型はO。身長170cm、体重87kg
好きな酒は電気ブラン、好きな食べ物はビフテキ、立ち食いソバ。
神宮寺とは親子ほども年齢が離れていながら、信頼感と友情で結ばれた間柄で、事件の際には互いに協力しあう事が多い。協力し合うようになったのは小説『邂逅の街』から。
新宿から犯罪を消し去ることを目標に刑事生活を送っており、時々不可能に近いその望みに落ち込む場面も見られる。
口癖に「ふもっ！」がある。
第1作『新宿中央公園殺人事件』から登場し、ファミコン版では髪が黒く描かれていたが、『未完のルポ』からは白髪に描かれている。
寺田克也は「一番悩まないで生まれてきた。」「描いてて楽しい」とコメントしている。
風林 豪造（ふうりん ごうぞう）（70歳）
関東明治組組長。12月29日生まれ。血液型はO。
義理人情を重んじる関東明治組の大親分。麻薬や拳銃を嫌い、組でもご法度としている。
第1作『新宿中央公園殺人事件』から登場し、組長として堂々とした風格を備え、組織をまとめ上げている。シリーズ初期は神宮寺の脅しに屈してしまうなど弱気な描写がなされていたが、作品を重ねるに連れて堂々とした大物感が強まる。
今泉 直久（いまいずみ なおひさ）（34歳）
関東明治組若頭。6月13日生まれ。血液型はA。
風林組長の懐刀で、義理人情に篤く、カタギには迷惑を掛けない信条の関東明治組を象徴する人物。神宮寺との関係は基本的に良好で、ヤクザ絡みの事件でサポートをする事が多い。
「謎の事件簿」シリーズでは、少々茶目っ気を加味されつつも、殆ど性格の変化が見られない原作通りのキャラクターで登場する。
ゲーム内では第5作『未完のルポ』より登場するが、神宮寺とは小説『邂逅の街』にて初めて出会っている一方『勿忘草の想い』での8年前の回想の中にも初対面と思われる描写が存在している。
天沼 かすみ（あまぬま かすみ）（25歳）
第5作『未完のルポ』より登場。
神宮寺の行きつけである「バーかすみ」のオーナー。3月28日生まれ。血液型はA。
大学生の頃に両親を交通事故で失い、それ以来、父親が経営していたバーを引き継いだ。しかし、本人は酒に弱く、ビール一口でも酩酊してしまう。
美人で料理の腕も良く、奥ゆかしい性格の良妻賢母タイプであり、神宮寺には客以上の想いを匂わせる描写がある。
天沼 まなみ（あまぬま まなみ）（22歳）
第5作『未完のルポ』より登場。
かすみの妹で「バーかすみ」の店員。10月11日生まれ。血液型はO。
物腰の柔らかい姉とは対照的に活発な性格で、酒にも強いが、料理の腕は素人以下。
神宮寺の事で姉をからかうものの、本人も神宮寺を只の客として扱っていない。
小林 勇介（こばやし ゆうすけ）（50歳）
第5作『未完のルポ』より登場。
新宿淀橋署警部補。3月10日生まれ。血液型はA。
熊野と同期で、体育大学出の根っからの体育会系。
自身の事を「俺様」と呼び、乱暴者と評されることもあるが、責任感が強く面倒見もよいため人望は厚い。
少年課に配属されていた経歴があり、その際に補導した人物の情報が神宮寺の捜査を助けることがある。
三好 志保（みよし しほ）（24歳）
第5作『未完のルポ』より登場。
新宿淀橋署鑑識官。12月24日生まれ。血液型はA。
ややマイペース気味で、署内でも変わり者と評されるが、鑑識の腕は超一流で、時折神宮寺の捜査の手助けをする。
製薬会社勤務を経て淀橋署に勤務した。専門は化学だが、音響工学や情報処理などの他分野への知識も持つ。
『揺らめくひととせ』では幸村虎から「ミヨちゃん」と呼ばれている。
「謎の事件簿」では常識的な発言をしながらも、マッドサイエンティストのようなキャラクターが加味されている。
モデルはシリーズのグラフィック担当者。
前田 明宏（まえだ あきひろ）（39歳）
第5作『未完のルポ』より登場。
新宿ホームレスのリーダー。5月7日生まれ。血液型はAB。
大学の助教授だったという経歴を持つが、派閥争いに巻き込まれて資格を剥奪され、世捨て人となる。
新宿の裏社会の情報にも精通しており、神宮寺が彼を頼りにする場面は多い。長身でバンダナと無精ヒゲがトレードマーク。
長岡 孝弘（ながおか たかひろ）（61歳）
第6作『夢の終わりに』より登場。
新宿中央公園を根城とするホームレス。10月30日生まれ。血液型はA。
愛称は「長さん」。勤めていた会社が倒産したことから、酒に溺れ妻子にも見放されホームレスとなる。
物忘れが激しく、度々顔を合わせる神宮寺のことを毎回覚えていない。趣味はキーホルダー集め。
烏浜 晃一郎（からすはま こういちろう）（37歳）
第7作『灯火が消えぬ間に』より登場。
新宿アルタ前交番に勤務する警察官。1月1日生まれ。血液型はA。
強い正義感と生真面目さが身上だが、苗字を「トリハマ」と間違えられるといちいちそれを訂正しなくては気がすまない等、少々面倒くさい一面がある。

### 声優
第5作『未完のルポ』よりキャラクターボイスが挿入されるようになって以降、第9作『KIND OF BLUE』までは主要な登場人物に声が当てられている。GBA、DSの各作品にはボイスはないが、第14作『灰とダイヤモンド』と第16作『復讐の輪舞』にはムービーにボイスが当てられている。また、第6作『夢の終わりに』には、ドラマCDが特典として付属された。
※以下の表ではシリーズを通して登場する「御苑洋子」「熊野参造」の声優も記載した。
| 作品                   | 神宮寺三郎   | 御苑洋子   | 熊野参造 |
| ---------------------- | ------------ | ---------- | -------- |
| 未完のルポ             | 岸野幸正     | 大沢つむぎ | 立木文彦 |
| 夢の終わりに           | 岸野幸正     | 大沢つむぎ | 立木文彦 |
| 灯火が消えぬ間に       | 大塚明夫     | 斎藤陽子   | 石井康嗣 |
| Innocent Black         | 小杉十郎太   | 折笠富美子 | なし     |
| KIND OF BLUE           | 小杉十郎太   | 折笠富美子 | 塚田正昭 |
| 灰とダイヤモンド       | かとうかおる | 仲本一絵   | なし     |
| 復讐の輪舞             | 小杉十郎太   | 吉田聖子   | 楠見尚己 |
| GHOST OF THE DUSK      | 小杉十郎太   | 能登麻美子 | 立木文彦 |
| プリズム・オブ・アイズ | 小杉十郎太   | 能登麻美子 | 立木文彦 |
| ダイダロス             | 中村悠一     | 藤村歩     | -        |

### 作中における年月の変化
第1作『新宿中央公園殺人事件』から第5作『未完のルポ』までは同年に起こった出来事であり、第6作『夢の終わりに』から第9作『KIND OF BLUE』までは作品ごとに数ヶ月 - 1年単位で経過しているが、以降の作品での年月経過は不明であり、『いにしえの記憶』以降は説明書にキャラクターの年齢の表記がなくなった。
※以下の表は作品における登場キャラクター年齢の変化。（各作品の説明書より）
|                      | 神宮寺三郎 | 御苑洋子 |
| -------------------- | ---------- | -------- |
| 新宿中央公園殺人事件 | 29歳       | 23歳     |
| 横浜港連続殺人事件   | ↓          | ↓        |
| 危険な二人           | ↓          | 24歳     |
| 時の過ぎ行くままに…  | ↓          | ↓        |
| 未完のルポ           | ↓          | ↓        |
| 夢の終わりに         | 30歳       | 25歳     |
| 灯火が消えぬ間に     | ↓          | ↓        |
| Innocent Black       | 31歳→32歳  | ↓        |
| KIND OF BLUE         | 32歳       | 26歳     |
| GHOST OF THE DUSK    | 32歳       | 26歳     |

### 神宮寺と洋子の出会い
第6作『夢の終わりに』のオープニング場面で、神宮寺と洋子が初めて顔を合わせる事件。ニューヨークで神宮寺がダンのもとで探偵見習いをしていた時期のことである。麻薬中毒の犯人は恋人洋子を人質に取った。やむを得なく神宮寺は発砲するが、弾は外れ犯人は飛び降り自殺してしまう。その直後、神宮寺は洋子に「人殺し!!!」と罵られた。なお、神宮寺が犯人を射殺した訳ではなく、『夢の終わりに』本編でも「人を撃った」「それが原因で死んだ」以上のことは描写されていない。小説『邂逅の街』でも描かれている。大舞キリコによるコミカライズ版では「俺は男（洋子の恋人）を撃った。それが原因で男は死んだ」と神宮寺が独白しており、自殺という記述は見られない。

## シリーズ作品一覧

### ゲームソフト
- データは特記された場合を除き、全て初めて発売された版についての記載。移植版は除く

|                                                                         | タイトル                                                 | 発売日         | 発売元/開発元                           | 対応機種             |
| ----------------------------------------------------------------------- | -------------------------------------------------------- | -------------- | --------------------------------------- | -------------------- |
| 1                                                                       | 新宿中央公園殺人事件                                     | 1987年4月24日  | データイースト                          | FC D                 |
|                                                                         |                                                          |                |                                         |                      |
| 2                                                                       | 横浜港連続殺人事件                                       | 1988年2月26日  | データイースト                          | FC                   |
|                                                                         |                                                          |                |                                         |                      |
| 3                                                                       | 危険な二人 前編                                          | 1988年12月9日  | データイースト                          | FC D                 |
| 前編・後編と連続リリースされた。                                        |                                                          |                |                                         |                      |
| 3                                                                       | 危険な二人 後編                                          | 1989年2月10日  | データイースト                          | FC D                 |
| 前編・後編と連続リリースされた。                                        |                                                          |                |                                         |                      |
| 4                                                                       | 時の過ぎゆくままに…                                      | 1990年9月28日  | データイースト                          | FC                   |
|                                                                         |                                                          |                |                                         |                      |
| 5                                                                       | 未完のルポ                                               | 1996年11月29日 | データイースト                          | PS、SS               |
|                                                                         |                                                          |                |                                         |                      |
| 6                                                                       | 夢の終わりに                                             | 1998年4月23日  | データイースト                          | PS、SS               |
|                                                                         |                                                          |                |                                         |                      |
| 番外                                                                    | 探偵神宮寺三郎 アーリーコレクション                      | 1999年8月5日   | データイースト                          | PS                   |
| ファミコン時代に制作された5作品（第1、第2、第3（前後編）、第4）を収録。 |                                                          |                |                                         |                      |
| 7                                                                       | 灯火が消えぬ間に                                         | 1999年11月25日 | データイースト                          | PS                   |
|                                                                         |                                                          |                |                                         |                      |
| 8                                                                       | Innocent Black                                           | 2002年10月24日 | ワークジャム                            | PS2                  |
| ゲーム『クロス探偵物語』の神長豊がシナリオを担当。                      |                                                          |                |                                         |                      |
| 9                                                                       | KIND OF BLUE                                             | 2004年4月22日  | ワークジャム                            | PS2                  |
|                                                                         |                                                          |                |                                         |                      |
| 10                                                                      | 白い影の少女                                             | 2005年1月27日  | マーベラスインタラクティブ/ワークジャム | GBA                  |
| シリーズ10作目記念作品。                                                |                                                          |                |                                         |                      |
| 11                                                                      | いにしえの記憶                                           | 2007年7月19日  | アークシステムワークス/ワークジャム     | DS                   |
| シリーズ20周年記念作品。 携帯アプリ版のNo.1 - No.5が同時収録。          |                                                          |                |                                         |                      |
| 12                                                                      | きえないこころ                                           | 2008年4月24日  | アークシステムワークス/ワークジャム     | DS                   |
| 携帯アプリ版のNo.6 - No.10が同時収録。                                  |                                                          |                |                                         |                      |
| 13                                                                      | 伏せられた真実                                           | 2009年3月19日  | アークシステムワークス/ワークジャム     | DS                   |
| 携帯アプリ版のNo.11 - No.15が同時収録。                                 |                                                          |                |                                         |                      |
| 14                                                                      | 灰とダイヤモンド                                         | 2009年9月17日  | アークシステムワークス/ワークジャム     | PSP                  |
|                                                                         |                                                          |                |                                         |                      |
| 15                                                                      | 赤い蝶                                                   | 2010年9月30日  | アークシステムワークス/ワークジャム     | DS                   |
| 携帯アプリ版のNo.16 - No.20が同時収録。                                 |                                                          |                |                                         |                      |
| 16                                                                      | 復讐の輪舞                                               | 2012年6月28日  | アークシステムワークス/ワークジャム     | 3DS                  |
| シリーズ25周年記念作品。                                                |                                                          |                |                                         |                      |
| 17                                                                      | GHOST OF THE DUSK                                        | 2017年8月31日  | アークシステムワークス                  | 3DS                  |
| シリーズ30周年記念作品。 携帯アプリ版のNo.21 - No.24が同時収録。        |                                                          |                |                                         |                      |
| 18                                                                      | プリズム・オブ・アイズ                                   | 2018年8月9日   | アークシステムワークス                  | PS4 / Switch         |
| 携帯アプリ版のNo.4・6・7・8・11・12・14・16・18・19が同時収録。         |                                                          |                |                                         |                      |
| 新章                                                                    | ダイダロス：ジ・アウェイクニング・オブ・ゴールデンジャズ | 2018年12月13日 | アークシステムワークス/ネイロ           | PS4 / Switch / Steam |
|                                                                         |                                                          |                |                                         |                      |

### 携帯アプリ版
- 開発：ワークジャム

| | タイトル             |
| --- | -------------------- |
| No.01 | 新宿中央公園殺人事件 |
| 中央公園にてホステスが殺された。捜査中に不思議に思った熊野は神宮寺へ調査協力を要請する。                     |                      |
| No.02 | 横浜港連続殺人事件   |
| 日之出は恋人・エバの捜索を依頼。神宮寺は洋子を伴い横浜へと向かう。                                           |                      |
| No.03 | 危険な二人           |
| 神宮寺と洋子が訪れたレース観戦中に、レーサー替え玉、夫婦失踪、オーナー殺人と、事件が次々と発生する。         |                      |
| No.04 | 時の過ぎゆくままに…  |
| 絵画盗難事件の捜査を依頼された神宮寺。買い物中に迷子の少年を保護した洋子。                                   |                      |
| No.05 | アカイメノトラ       |
| 神宮寺は元恋人からの依頼を受ける。難なく解決した神宮寺だったが、事務所に突然、彼をパパと呼ぶ少女が来訪する。 |                      |
| No.06 | 6枚の犯行            |
| 有名写真家が娘の警護を依頼。神宮寺が張り込みをした翌日、娘・久住さやかの居るマンションで殺人事件が発生する。 |                      |
| No.07 | 亡煙を捜せ!          |
| 無人の事務所に不審を感じる熊野。やがて神宮寺、洋子と再会するも、2人の様子にいっそうの疑問を感じていた。      |                      |
| No.08 | アオイメノリュウ     |
| 失踪した兄の捜索を依頼された神宮寺。暴力団組員である対象者を追ううち、池袋で活動する探偵・竜に出会う。       |                      |
| No.09 | キトの夜             |
| 偶然バーで出会った南米系外国人・ホセと飲み明かした翌日、神宮寺はある男から妻の捜索を依頼される。             |                      |
| No.10 | 四角の罠             |
| 運び屋を頼まれた神宮寺。しかし待ち合わせのホテルへ赴くと、後ろから覆面の男に襲撃されてしまう。               |                      |
| No.11 | イヌと呼ばれた男     |
| 探偵事務所を訪れた一人の男は小説のアイデアの為に力を貸してほしいと依頼するが…。                              |                      |
| No.12 | ふた色の少女         |
| 歌舞伎町でスリに遭った男から犯人の捜査依頼を受ける神宮寺。浮かび上がったのは女子高生だった。                 |                      |
| No.13 | 命絶つ刻限           |
| 10年振りの再会は遺体だった。自殺した息子の10年間を調べて欲しいと、父親は神宮寺に依頼する。                   |                      |
| No.14 | 託された指輪         |
| 男性が殺され、容疑者は指名手配に。被害者の娘は、神宮寺に事件の真相を解明してほしいと依頼する。               |                      |
| No.15 | 真偽の狭間           |
| 男から捜索依頼された婚約者に接触すると、襲撃・監禁される。そして一人の女性が刺される光景が飛び込む。         |                      |
| No.16 | 椿のゆくえ           |
| 少年から行方不明の友人「ツバキ」を探してほしいと依頼。しかし少年はツバキの顔を知らない。                     |                      |
| No.17 | 明けない夜に         |
| 行方不明の兄の調査を依頼され調査開始。すると会社の怪しげな商売と、ムルソンという国が浮き上がる…。            |                      |
| No.18 | 果断の一手           |
| 桂木と金嶋の将棋対決が行われたスナック「ときん」。そこで出会った男から、恋人捜索を依頼される。               |                      |
| No.19 | 連鎖する呪い         |
| 「俺は呪われている」そう言葉を残し自殺した男。恋人の西田由美子は、自殺の原因の調査を神宮寺に依頼するが…。    |                      |
| No.20 | 亡き子の肖像         |
| 自分が死んだと語る少年・葵に助けを求められ調査へ。それは葵の死の偽装に渦巻く陰謀へ踏み込むものだった。       |                      |
| No.21 | 鬼姫伝               |
| 結城の依頼の浮気調査で、元警部の風見に会う。6年前の｢鬼姫伝｣の撮影中に起きた事故調査を受けることに…           |                      |
| No.22 | 愛ゆえに             |
| バー経営の薫を地上げ屋から救ってくれと依頼してきた薫の息子。しかし薫は頑なに助力を拒むのだった。             |                      |
| No.23 | 勿忘草の想い         |
| 玲菜の依頼は8年後に、娘の琴音に封筒を渡す事。しかし母親が遺した封筒を頑なに拒否する琴音。                    |                      |
| No.24 | 揺らめくひととせ     |
| 古びた骨董屋の前に2人の若い男は神宮寺を待っていた。この2人と神宮寺が交わした約束とは何か？                   |                      |

#### 備考
| 携帯アプリ版 | 収録されているソフトゲーム             |
| --- | -------------------------------------- |
| No.01 - 05 | DS『いにしえの記憶』                   |
| No.01 - 04は、オリジナル（FC版）のリメイクという形ではあるものの、演出・脚本はオリジナルから大幅に変更されている。特にNo.2は、脚本が変更されたことにより、タイトルに反して殺人事件が1件しか起こらない。No.3も同様。 |                                        |
| No.06 - 10 | DS『きえないこころ』                   |
| |                                        |
| No.11 - 15 | DS『伏せられた真実』                   |
| |                                        |
| No.16 - 20 | DS『赤い蝶』                           |
| ニンテンドーDSiウェアとして配信された後、携帯アプリ版として配信。 |                                        |
| No.21 - 24 | 3DS『GHOST OF THE DUSK』               |
| |                                        |
| No.4・6・7・8・11・12・14・16・18・19 | PS4 / Switch『プリズム・オブ・アイズ』 |
| |                                        |

### スマートフォンアプリ
|                                          | タイトル  | 発売日        | 配信元                 | 対応機種      |
| ---------------------------------------- | --------- | ------------- | ---------------------- | ------------- |
|                                          | Oldies    | 2017年6月26日 | アークシステムワークス | iOS / Android |
| 携帯アプリ版のNo.09・17・20を収録。      |           |               |                        |               |
|                                          | New Order | 2019年7月31日 | アークシステムワークス | iOS / Android |
| タイトル買い切り（4章構成、1章のみ無料） |           |               |                        |               |

### 小説
| タイトル                   | 発売年月日     | 著者                   | 出版               |
| -------------------------- | -------------- | ---------------------- | ------------------ |
| 原宿・表参道殺人事件       | 1988年4月1日   | 関島りょう子・菊島恵三 | ケイブンシャ       |
| 邂逅の街                   | 1997年6月24日  | 齊藤竜也               | KSS NOVELS         |
| 新宿中央公園殺人事件AD2000 | 2000年4月1日   | 助野寛                 | 角川スニーカー文庫 |
| Innocent Black             | 2003年3月25日  | 天羽沙夜               | 電撃文庫           |
| Early days 疾走の街        | 2004年7月30日  | 蕪木統文               | ファミ通文庫       |
| 新宿の亡霊                 | 2006年11月24日 | 小高和剛               | ゴマブックス       |
| 輝かしいミライ             | 2007年2月13日  | 小高和剛               | ゴマブックス       |
| 白昼の蝙蝠                 | 2007年5月      | 栗栖秀教               | ゴマブックス       |

### コミカライズ版
作画は大舞キリコ。全2巻。「究極の謎解きミステリー・サスペンス【神宮寺三郎の事件簿】」というタイトルで刊行され、『夢の終わりに』と『危険な二人』が収録されている。

## 関連商品

### 書籍
- ワークジャム公認 探偵 神宮寺三郎DETECTIVE FILE（2004年4月6日発売 アスペクト）

### サウンドトラック
- 探偵 神宮寺三郎 夢の終わりに（1998年8月19日発売、2枚組）
- 探偵 神宮寺三郎 Innocent Black and〜for the memory of 15th.Anniversary（2002年11月20日発売）
- 探偵 神宮寺三郎 KIND OF BLUE（2004年4月22日発売）
- 探偵 神宮寺三郎 いにしえの記憶（2007年11月22日発売、4枚組）
- 探偵 神宮寺三郎 灰とダイヤモンドオリジナルサウンドトラック＋α（2009年9月17日発売：2012年6月22日iTune Music Store他で配信開始）
- Jinguji Song Chronicle Vol.1（iTune Music Store他で配信）